# André Claveau

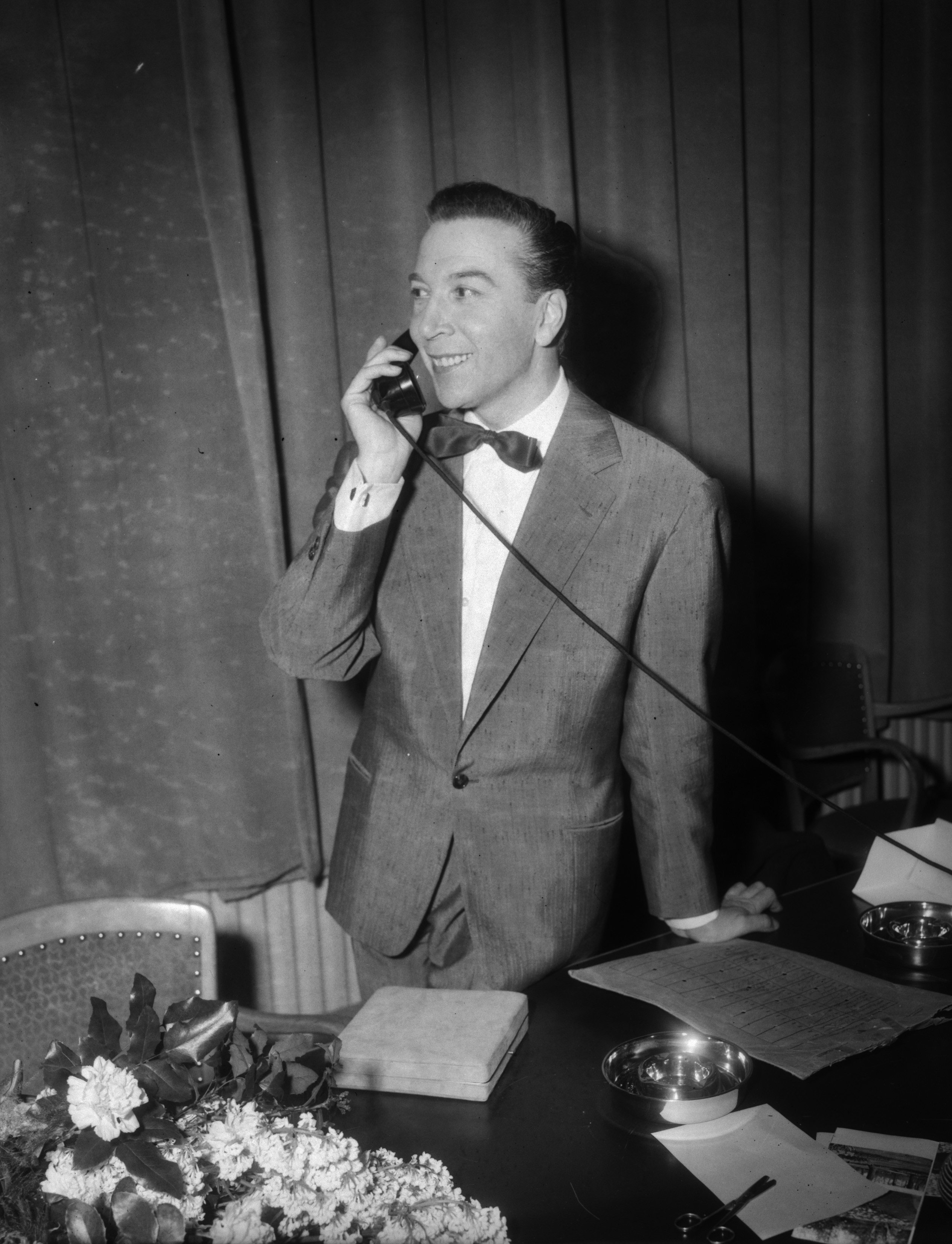
André Claveau (1958)

André Claveau (* 29. Dezember 1911 in Paris; † 4. Juli 2003 in Brassac, Département Tarn) war ein französischer Chansonnier und Filmschauspieler. Er feierte seine größten Erfolge in den Jahren von 1940 bis 1960.

## Leben
Claveau, Sohn eines Polsterers, besuchte nach seiner Schulausbildung die renommierte, für das Handwerk der Möbelschreinerei und weitere Handwerkskünste prägende Pariser École Boulle und trat danach in die 1919 von André Mare und Louis Süe gegründete Compagnie des Arts Français in der Rue du Faubourg Saint-Honoré ein. Er betätigte sich als Grafiker, entwarf Schmuck und schuf die Bühnenbilder für Jean Anouilhs Theaterstück L’Hérmine sowie Plakate für die Sängerin Damia und den Sänger Jean Lumière. Im Jahr 1936 ging er aus dem von der Post ausgeschriebenen Chanson-Wettbewerb für Amateure Premières Chances als Preisträger hervor und begegnete dem Chansontexter und Komponisten Alexandre Siniavine. Sechs Jahre lang sang er im Vorprogramm berühmter Künstler in Pariser Music Halls wie dem Mogador (1939), Pacra (1940) und Européen (1941).
Der Erfolg stellte sich erst im Zweiten Weltkrieg ein, nachdem Claveau im Jahr 1942 vom Künstleragenten Marc Duthyl bemerkt wurde. Nach der Befreiung von Paris im Sommer 1944 nahm Claveau das Angebot an, als Moderator beim Hörfunk tätig zu werden. Durch seine sanfte Stimme und seine sentimentalen Lieder nahm er vor allem die weibliche Hörerschaft für sich ein und erwarb sich den Beinamen Prince de la chanson de charme („Prinz des charmanten Chansons“). Zugleich erzielte seine Aufnahme von Marjolaine aus dem Album Le Bal de la Victoire („Der Ball des Sieges“) einen großen kommerziellen Erfolg. Von diesem Zeitpunkt an stieg Claveau zu einem der beliebtesten französischen Chansonsänger auf und wirkte zudem in zahlreichen Filmen als Schauspieler mit.
Im Jahr 1950 veröffentlichte er die Originalaufnahme des Chansons Cerisier rose et pommier blanc, aus dem später der Instrumentalhit Cherry Pink and Apple Blossom White entstand. Zum Kassenschlager entwickelte sich auch das berühmte Geburtstagslied Bon anniversaire, nos voeux les plus sincères, das Claveau 1951 in dem Film Un jour avec vous von Jean-René Legrand sang, in dem Simone Logeart und André Gabriello seine Partner waren. Im Jahr 1958 gewann er mit dem Titel Dors mon amour den Grand Prix Eurovision de la Chanson Européenne (Eurovision Song Contest).
Zu seinem Erfolg trugen sein gutes Aussehen, sein natürlicher Charme und vor allem seine volle, samtene und gut tragende Stimme bei.
Auf der Höhe seines Ruhms am Ende der 1960er Jahre zog sich André Claveau aus dem öffentlichen Leben zurück. Er starb am 4. Juli 2003 im Alter von 91 Jahren in Brassac.

## Chansons (Auswahl)

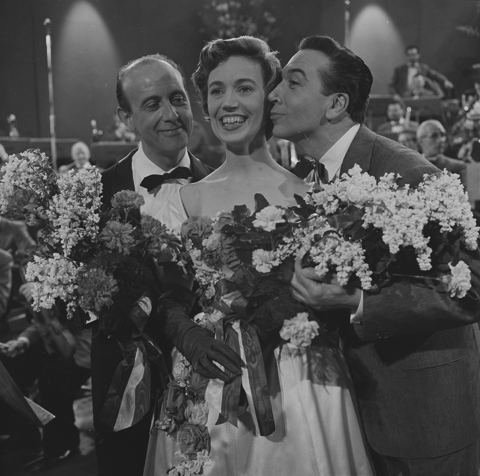
Claveau bei der Siegerehrung des Grand Prix Eurovision de la Chanson 1958 zusammen mit Dirigent Franck Pourcel und Moderatorin Hannie Lips

André Claveau verdankte seine Chansons unter anderem den Textern bzw. Komponisten Jacques Plante, Louis Poterat, Rachel Thoreau-Florence Véran, Jacques Larue, Jean Dréjac, René Rouzaud, André Grassi, Jean Ferrat, Hubert Giraud, Louis Ducreux, Henri Contet, André Hornez, Paul Misraki, Francis Blanche Louiguy (Louis Gugliemi), Roland Tessier, Jacques Simonot, Louis Ferrari.
- Chez moi (Venez donc chez moi, Paul Misraki)
- Seul ce soir (1941)
- Les yeux d’Elsa (1942, Text Louis Aragon, Musik Jean Ferrat, Maurice Vandair)
- J’ai pleuré sur tes pas (1943, Text Roland Tessier, Musik Jacques Simonot)
- Marjolaine (um 1944)
- Une nuit mon amour (1949, Text Sergelys, Musik Alec Siniavine)
- Domino (1950, Text Jacques Plante, Musik Louis Ferrari)
- Bon anniversaire, nos voeux les plus sincères (1951, Text Jacques Larue, Musik Francis Blanche Louiguy)
- Dors mon amour (1958, im Grand Prix Eurovision de la Chanson prämiert)
- C’est bon d’aimer

## Filmografie
- 1947: Le destin s’amuse (Emil E. Reinert)
- 1949: Les Vagabonds de rêve (Charles-Félix Tavano)
- 1951: Cœur-sur-Mer (Jacques Daniel-Norman)
- 1951: Pas de vacances pour Monsieur le Maire (Maurice Labro)
- 1952: Un jour avec vous (Jean-René Legrand)
- 1952: Les surprises d’une nuit de noces (Jean Vallé)
- 1953: Rires de Paris (Henri Lepage)
- 1953: La route du bonheur (Maurice Labro)
- 1955: French Can Can (Jean Renoir)
- 1960: Der Hölle entronnen (Prisonniers de la brousse) (Willy Rozier)